# Jacques Rispal
Jacques Rispal, né le 1er août 1923 à Belvès (Dordogne) et mort le 9 février 1986 à Suresnes (Hauts-de-Seine), est un acteur français.

## Biographie
Résistant durant la Seconde Guerre mondiale, avec son père Gabriel et sa mère Hélène, il aide les Juifs à fuir le régime nazi.
À la Libération, il suit les cours d'art dramatique de Pierre Renoir et de Charles Dullin. Au Théâtre de l'Atelier sous la direction d'André Barsacq, il joue plusieurs pièces du théâtre contemporain.
Adhérent au Parti communiste, il est exclu en raison de ses activités au sein du réseau Jeanson qui aida les membres du FLN durant la guerre d'Algérie. Pour cette même raison, il est appréhendé avec son épouse Yvonne par les enquêteurs de la D.S.T. Ils sont inculpés d'atteinte à la sûreté extérieure de l'État et placés sous mandat de dépôt,. Rispal est déchu de ses droits civiques et incarcéré de mars 1960 à septembre 1962 à la prison de la Santé. Son épouse est acquittée.
Il meurt d'une crise cardiaque le 9 février 1986 à Suresnes (Hauts-de-Seine).

## Filmographie

### Cinéma
- 1952 : Le Rideau rouge d'André Barsacq
- 1961 : Un nommé La Rocca de Jean Becker : non crédité
- 1962 : Le Couteau dans la plaie d'Anatole Litvak : non crédité
- 1963 : L'Année du bac de Maurice Delbez et José-André Lacour
- 1964 : Aimez-vous les femmes ? de Jean Léon
- 1964 : L’Âge ingrat de Gilles Grangier : le boulanger (non crédité)
- 1965 : Qui êtes-vous, Polly Maggoo ? de William Klein
- 1966 : La guerre est finie d’Alain Resnais : Manolo
- 1966 : Si j'étais un espion (Breakdown) de Bertrand Blier
- 1967 : Tante Zita de Robert Enrico : le sergent
- 1968 : L'Écume des jours de Charles Belmont
- 1968 : Baisers volés de François Truffaut : M. Colin
- 1969 : La Voie lactée de Luis Buñuel : un serveur
- 1969 : La Nuit bulgare de Michel Mitrani
- 1969 : L'Invitée (L'Invitata) de Vittorio De Seta : le boulanger
- 1970 : L'Aveu de Costa-Gavras : l’ancien secrétaire
- 1970 : Domicile conjugal de François Truffaut : M. Desbois
- 1970 : Ils de Jean-Daniel Simon : l'employé du fisc
- 1970 : Le Soldat Laforêt de Guy Cavagnac
- 1971 : Le Chat de Pierre Granier-Deferre : le docteur
- 1971 : Le Portrait de Marianne de Daniel Goldenberg
- 1972 : Le Charme discret de la bourgeoisie de Luis Buñuel
- 1972 : L'Invitation de Claude Goretta
- 1972 : Les Caïds de Robert Enrico : le caravanier pris en otage
- 1972 : La Scoumoune de José Giovanni : le concessionnaire de cercueils
- 1972 : L'Affaire Dominici de Claude Bernard-Aubert : Maillet
- 1973 : Le Mataf de Serge Leroy : l'infirmier
- 1973 : Deux hommes dans la ville de José Giovanni : le juge
- 1973 : Par le sang des autres de Marc Simenon
- 1973 : Les Guichets du Louvre de Michel Mitrani
- 1973 : Le Train de Pierre Granier-Deferre : un employé
- 1974 : Les Valseuses de Bertrand Blier : le maton
- 1974 : Lacombe Lucien de Louis Malle : Laborit
- 1974 : On s'est trompé d'histoire d'amour de Jean-Louis Bertuccelli : M. Dalmart, le père d'Anne
- 1974 : Un nuage entre les dents de Marco Pico : l'homme chauve
- 1974 : Ce cher Victor de Robin Davis : Charret
- 1974 : France société anonyme d'Alain Corneau
- 1974 : L'Agression de Gérard Pirès : Raoul Dumouriez
- 1974 : Section spéciale de Costa-Gavras : le résistant porte-drapeau
- 1975 : La Bulle ou L'Assassinat de Raphaël Rebibo
- 1975 : La Face nord de Charles Nemes - court métrage
- 1975 : Il faut vivre dangereusement de Claude Makovski : le régisseur du cabinet
- 1975 : Le Chant du départ de Pascal Aubier : Guitton
- 1975 : Les Ambassadeurs de Naceur Ktari : Albert
- 1975 : L'Affiche rouge de Frank Cassenti : Abraham
- 1975 : Calmos de Bertrand Blier : un maquisard
- 1975 : Peur sur la ville d’Henri Verneuil : Cacahuète
- 1975 : Adieu poulet de Pierre Granier-Deferre : Mercier
- 1975 : Le Gitan de José Giovanni : le vétérinaire
- 1976 : Comme un boomerang de José Giovanni :  Albert Chiusi
- 1977 : La Menace d'Alain Corneau : Paco
- 1977 : … Comme la lune de Joël Séria : Rabu
- 1977 : Le mille-pattes fait des claquettes de Jean Girault : le paysan
- 1977 : Diabolo menthe de Diane Kurys : le concierge du lycée
- 1977 : Pourquoi pas ! de Coline Serreau : le père de Louis
- 1977 : Le Recours de la méthode (El recurso del método) de Miguel Littín
- 1978 : L'Adolescente de Jeanne Moreau : M. Jardin
- 1979 : Les Turlupins de Bernard Revon : Loin du ciel
- 1979 : La Ville à prendre de Patrick Brunie
- 1979 : French Postcards de Willard Huyck
- 1980 : Mon oncle d'Amérique d'Alain Resnais : l’homme bousculé
- 1981 : Pour la peau d'un flic d'Alain Delon : le professeur Bachhoffer
- 1981 : Beau-père de Bertrand Blier : le chauffeur de taxi
- 1982 : Les Arcanes du jeu de Chantal Picault - court métrage
- 1983 : Interdit aux moins de 13 ans de Jean-Louis Bertuccelli : Fontaine, le garagiste
- 1983 : Vive la sociale ! de Gérard Mordillat : le directeur du préventorium
- 1984 : Le Thé à la menthe d'Abdelkrim Bahloul : le clochard raciste

### Télévision
- 1957 : En votre âme et conscience, épisode : L'Affaire Lafarge de Jean Prat
- 1959 : En votre âme et conscience, épisode : L'Affaire Meyer de Jean Prat
- 1964 : Commandant X - épisode : Le Dossier Londres de Jean-Paul Carrère
- 1965 : Commandant X - épisode : Le Dossier Amazonie de Jean-Paul Carrère
- 1967 : Les Cinq Dernières Minutes, épisode Voies de faits de Jean-Pierre Decourt
- 1967 : En votre âme et conscience, épisode : L'Affaire Dumollard de Jean Bertho
- 1968 : L'Orgue fantastique de Jacques Trébouta et Robert Valey : Wolfram
- 1968 : En votre âme et conscience, épisode : L'Affaire Beiliss ou Un personnage en plus et en moins de  Jean Bertho
- 1969 : Sainte Jeanne de Claude Loursais
- 1971 : Le Prussien de Jean L'Hôte
- 1971 : La Duchesse de Berry de Jacques Trébouta : un gendarme
- 1971 : le 16 à Kerbriant - (téléfilm) : le maire
- 1972 : Les Six Hommes en question de Frédéric Dard et Robert Hossein, réalisation Abder Isker
- 1973 : La Ligne de démarcation - épisode 13 : Rémy (série télévisée) : Docteur Pailloux
- 1976 : L’Assassinat de Concino Concini de Gérard Vergez et Jean Chatenet : Concino Concini
- 1976 : Commissaire Moulin (La Surprise du Chef) de Jacques Trébouta : Pinocchio
- 1976 : Les Grandes Batailles du passé (La bataille de la commune de Paris) d'Henri de Turenne et Daniel Costelle (diffusé le 6 février 1976) : l'ouvrier de Belleville
- 1976-1978 : Minichronique, série télévisée de René Goscinny et Jean-Marie Coldefy : Perron (le contrôleur des impôts)
- 1977 : L'Enlèvement du régent - Le chevalier d'Harmental de Gérard Vergez : l'abbé Dubois
- 1977 : Désiré Lafarge  épisode : Désiré Lafarge et les rois du désert  de Jean-Pierre Gallo
- 1977 : La Maison des autres, téléfilm de Jean-Pierre Marchand : M. Petiot
- 1978 : Le vent sur la maison de Franck Appréderis : M. Baudry
- 1979 : Les Cinq Dernières Minutes épisode Mort à la criée de Claire Jortner : Étienne
- 1979 : La Lumière des justes (série) de Jean Chatenet et Jean Cosmos : Rabourdin
- 1980 : Papa Poule (série) de Roger Kahane : le propriétaire du danois
- 1981 : Rioda de Sylvain Joubert
- 1981 : Sans Famille de Jacques Ertaud : le docteur
- 1981 : Anthelme Collet ou le Brigand gentillhomme de Jean-Paul Carrère - Angelo
- 1982 : Marion de Jean Pignol
- 1983 : Les beaux Quartiers de Jean Kerchbron d'après Louis Aragon
- 1983 : Fabien de la Drôme de Michel Wyn : Pinchebelle
- 1984 : Les Enquêtes du commissaire Maigret, épisode : Maigret se défend de Georges Ferraro
- 1985 : Les Enquêtes du commissaire Maigret, épisode : Maigret au « Picratt's » de Philippe Laïk : inspecteur Lognon
- 1985 : Maguy de Jean Pignol

## Théâtre
- 1951 : Colombe de Jean Anouilh, mise en scène André Barsacq, Théâtre de l'Atelier
- 1954 : Les Quatre Vérités de Marcel Aymé, mise en scène André Barsacq, Théâtre de l'Atelier
- 1955 : Les Oiseaux de lune de Marcel Aymé, mise en scène André Barsacq, Théâtre de l'Atelier
- 1958 : L’Année du bac de José-André Lacour, mise en scène Yves Robert, Théâtre Edouard VII
- 1960 : Carlotta de Miguel Mihura, mise en scène Jacques Mauclair, Théâtre Édouard-VII
- 1962 : Frank V de Friedrich Dürrenmatt, mise en scène André Barsacq, Théâtre de l'Atelier
- 1963 : Le Satyre de la Villette de René de Obaldia, mise en scène André Barsacq, Théâtre de l'Atelier
- 1963 : Le Vicaire de Rolf Hochhuth, mise en scène François Darbon, Théâtre de l'Athénée
- 1964 : Cet animal étrange de Gabriel Arout d’après Tchekhov, mise en scène Claude Régy, Théâtre Hébertot
- 1966 : Le Retour d'Harold Pinter, mise en scène Claude Régy, Théâtre de Paris
- 1967 : L'Arme blanche de Victor Haïm, mise en scène François Darbon, Théâtre de l'Athénée
- 1968 : Miguel Manara d'Oscar Vladislas de Lubicz-Milosz, mise en scène Jean-François Rémi, Palais des Rois de Majorque Perpignan, Théâtre du Midi
- 1970 : La Mère de Stanisław Ignacy Witkiewicz, mise en scène Claude Régy, Théâtre Récamier
- 1971 : Galapagos de Jean Chatenet, mise en scène Bernard Blier, Théâtre de la Madeleine
- 1972 : Victor ou les Enfants au pouvoir de Roger Vitrac, mise en scène Jean Bouchaud, Comédie de Caen
- 1978 : Lundi, la fête de Franco Brusati, mise en scène Jacques Rosny, Théâtre Michel
- 1978 : Changement à vue de Loleh Bellon, mise en scène Yves Bureau, Théâtre des Mathurins
- 1979 : Changement à vue de Loleh Bellon, mise en scène Yves Bureau, Théâtre Tristan-Bernard
- 1981 : 'Pa d'Hugh Leonard, mise en scène Georges Wilson, Théâtre de l'Œuvre
- 1984 : Un otage de Brendan Behan, mise en scène Georges Wilson, Théâtre de la Madeleine